# كيفن بالمر (كرة سلة)
كيفن بالمر (بالإنجليزية: Kevin Palmer)‏ مواليد 21 يونيو 1987 في بالتيمور، هو لاعب كرة سلة أمريكي. بدأ مسيرته الاحترافية في سنة 2010. يحمل الرقم 15. يبلغ طوله 6 قدم 6 بوصة (2.0 م). لعب مع أكيتا نورثرن هابينيتس في دوري بي جاي.

## روابط خارجية
- كيفن بالمر على موقع كرة السلة الأوروبية.كوم (الإنجليزية)
- كيفن بالمر على موقع كلية كرة السلة في سبورتس رفرنس.كوم (الإنجليزية)
- كيفن بالمر على موقع ريلجم (الإنجليزية)
- كيفن بالمر على موقع بروبوليرز (الإنجليزية)
- كيفن بالمر على موقع سبورتس رفرنس (الإنجليزية)
- كيفن بالمر على موقع سبورتس رفرنس (الإنجليزية)